# Hotel Moskva (Beograd)
Hotel Moskva jedan je od najstarijih i najpoznatijih hotela u glavnom gradu Republike Srbije Beogradu. Ujedno predstavlja i jednu od važnih arhitektonskih znamenitosti grada te ga kao objekt štite nadležna tijela Vlade Republike Srbije.

## Lokacija
Hotel je smješten u samom središtu Beograda, na raskrižju ulica Terazije, Balkanska i Prizrenska. Prostor na kojemu se nalazi administrativno pripada gradskoj općini Stari Grad.

## Povijest
Ideja o gradnji ugostiteljskog objekta na današnjem mjestu seže u početak 20. stoljeća. Tadašnji direktor Srpskog brodarskog društva Svetozar Vukadinović posjedovao je na mjestu današnjeg hotela gostionicu po imenu Velika Srbija. Preko svojih poslovnih veza otputovao je u Rusiju kako bi pronašao investitora koji će na spomenutoj lokaciji izgraditi velebno ugostiteljsko zdanje. Kao investitor se pojavilo Osiguravajuće društvo Rosija, kojeg je zastupao direktor Roman Ivanovič Poicl.
Godine 1905. raspisan je natječaj za izgradnju novog objekta. Pobjednik natječaja bio je zagrebački arhitekt Viktor Kovačić, ali je projekt ipak odoboren beogradskom arhitektu Jovanu Ilkiću, koji je osvojio drugo mjesto. Gradnja hotela započela je u ožujku iste godine, a prvotno ime zgrade bila je Palata Rosija. Svečano otvorenje bilo je 17. siječnja 1908. godine, hotel je otvorio kralj Petar I. Karađorđević uz svečani koncert Kraljeve garde. 
Po završetku radova kompleks je objedinjavao hotel, kavanu, restoran, stambene prostore za najam te poslovne urede beogradske podružnice Osiguravajućeg društva Rosija, za čijeg je direktora postavljen Svetozar Vukadinović. Izgradnja Palate Rosija tada je bila velika ruska gospodarska, ali i politička investicija u Kraljevini Srbiji, što nije bilo po volji ostalim velikim svjetskim silama.
Kasnije, sve do početka Drugog svjetskog rata mijenjali su se vlasnici i korisnici objekta. Nakon nacističke okupacije Gestapo ga je 1941. godine iz hotela pretvorio u svoje beogradsko sjedište te mu ponovno nadjenuo ime Velika Srbija. Ovaj objekt bio je jedan od posljednjih oslobođenih zgrada u Beogradu kako se rat bližio kraju. Nakon svog povlačenja tijekom 1944. godine Nacisti su otuđili vrijedne slike, zlatninu i srebrninu.
Nakon rata hotel postaje jedno od okupljališta jugoslavenske kulturne elite. Od rujna 2005. godine dionice tvrtke Hotel Moskva uvrštene su u kotaciju na Beogradskoj burzi vrijednosnih papira.

## Tehničke karakteristike objekta
Objekt se prostire na 5 katova visine, a izgrađen je u ampir stilu. Najitaknutiji dio čini vanjska fasada od keramičkih pločica. Hotel pripada u visoku kategoriju ugostiteljskih objekata te ima 4 zvjezdice. Ukupan broj soba s vremenom je rastao kako se hotel više puta obnavljao te danas iznosi 132 sobe i 6 apartmana. Zanimljivo je napomenuti i to kako ne postoji soba br. 13. U sklopu se još nalaze kavana i dva restorana – jedan s nacionalnom i jedan s međunarodnom kuhinjom.

## Poznati gosti
Moskva kroz povijest bilježi mnoge poznate osobe koje su ovdje odsjedale: Živojin Mišić, Peter Bojović, Mikhail Kalašnjikov, Albert Einstein, Anatolij Karpov, Garry Kasparov, Carl Lewis, Robert De Niro, Kirk Douglas, Milla Jovovich, Jack Nicholson, Michael Douglas,  Alfred Hitchcock, Roman Polanski, Miloš Forman, Nikola Pašić, Rajiv Gandhi, Jaser Arafat, Indira Gandhi, Muammar al-Gaddafi, Richard Nixon, Luciano Pavarotti, Yves Montand, Ray Charles, Bob Geldof, Maksim Gorki, Orson Welles, Rebecca West, Jean-Paul Sartre, Ivo Andrić i mnogi drugi.